# Tripyloides granulatus
Tripyloides granulatus is een rondwormensoort uit de familie van de Tripyloididae. De wetenschappelijke naam van de soort is voor het eerst geldig gepubliceerd in 1913 door Cobb.